# Aafia Siddiqui
Aafia Siddiqui (ourdou : عافیہ صدیقی), née le 2 mars 1972, est condamnée pour deux tentatives de meurtres de nationaux, d'officiers et d'employés américains, de port d'armes et pour trois attaques contre des officiers américains. Elle purge une peine de 86 ans de prison au Federal Medical Center à Fort Worth au Texas.

## Biographie
Siddiqui naît au Pakistan et y passe une partie de son enfance et de son adolescence. En 1990, elle part étudier aux États-Unis où elle obtient un Bachelor of Science en biologie du MIT en 1995 et un doctorat en neurosciences cognitives de l'université Brandeis en 2001. 
Début 2003, lors de la guerre d'Afghanistan, Siddiqui revient au Pakistan. En mars 2003, elle est nommée messagère et financière d'Al-Qaïda par Khalid Cheikh Mohammed et placée sur une liste de personnes « recherchées pour interrogatoire » par le FBI.
Elle disparaît ensuite jusqu'à son arrestation par la police à Ghazni en Afghanistan le 17 juillet 2008, alors qu'elle est en possession de documents et de notes détaillant le processus de fabrication d'une bombe, ainsi que de containers de cyanure de sodium. Elle est maintenue en détention pour interrogatoire. Le lendemain, Siddiqui reçoit dans le torse une balle tirée par des membres du FBI et de l’armée américaine en mission sur place, après avoir, selon les témoignages, tiré sur eux avec un pistolet que l'un des enquêteurs avait déposé sur le sol.
Siddiqui est transportée par le FBI à New York et inculpée par la tribunal fédéral de district du sud de New York (en) en septembre 2008 pour avoir tenté de tuer un capitaine de l'armée américaine dans un commissariat de police de Ghazni. Siddiqui nie les charges. Après 18 mois en détention, elle est jugée et condamnée le 3 février 2010. Sa peine, annoncée plus tard cette même année, est de 86 ans de prison.
Au Pakistan, Siddiqui est devenue un symbole de la persécution des musulmans. En mars 2010, après sa condamnation, le Premier ministre du Pakistan Gilani et le chef de l'opposition Nawaz Sharif promettent l'unité pour demander sa libération. Les médias pakistanais qualifient alors le procès de « mascarade », tandis que d'autres évoquent une « réaction instinctive du nationalisme pakistanais ».
Le 15 janvier 2022, un homme se prétendant son frère, mais n'ayant pas de lien familial avec elle, commet une prise d’otages dans une synagogue du Texas,.
Le 8 mai 2023, sa grande sœur, Fowzia Siddiqui, obtient du gouvernement américain un visa à entrées multiples pour lui rendre visite pour la voir pour la première fois depuis près de vingt ans,.

## Sources
- (en) Cet article est partiellement ou en totalité issu de l’article de Wikipédia en anglais intitulé « Aafia Siddiqui » (voir la liste des auteurs).